# Sơn ca Thái Lan
Sơn ca Thái Lan hay Sơn ca bụi cánh hung (danh pháp hai phần: Mirafra assamica) là một loài chim thuộc Họ Sơn ca. Loài này sinh sống ở tiểu lục địa Ấn Độ và Đông Nam Á. Chúng ăn hạt và côn trùng.